# Bélaye
 Bélaye  (en occitano Belaiga) es una población y comuna francesa, situada en la región de Mediodía-Pirineos, departamento de Lot, en el distrito de Cahors y cantón de Luzech.

## Demografía
| 259 | 255 | 228 | 204 | 220 | 223 |
| Para los censos de 1962 a 1999 la población legal corresponde a la población sin duplicidades (Fuente: INSEE [Consultar]) |     |     |     |     |     |